# Харлем-Хайтс (Флорида)
Харлем-Хайтс (англ. Harlem Heights) — статистически обособленная местность, расположенная в округе Ли (штат Флорида, США) с населением в 1065 человек по статистическим данным переписи 2000 года.

## География
По данным Бюро переписи населения США, статистически обособленная местность Харлем-Хайтс имеет общую площадь в 2,07 квадратных километров, водных ресурсов в черте населённого пункта не имеется.
Статистически обособленная местность Харлем-Хайтс расположена на высоте 1 м над уровнем моря.

## Демография
По данным переписи населения 2000 года, в Харлем-Хайтс проживало 1065 человек, 236 семей, насчитывалось 303 домашних хозяйств и 402 жилых дома. Средняя плотность населения составляла около 514,49 человек на один квадратный километр. Расовый состав населённого пункта распределился следующим образом: 42,72 % белых, 36,06 % — чёрных или афроамериканцев, 0,38 % — азиатов, 4,13 % — представителей смешанных рас, 16,71 % — других народностей. Испаноговорящие составили 55,02 % от всех жителей статистически обособленной местности.
Из 303 домашних хозяйств в 40,3 % воспитывали детей в возрасте до 18 лет, 39,3 % представляли собой совместно проживающие супружеские пары, в 33,7 % семей женщины проживали без мужей, 22,1 % не имели семей. 16,8 % от общего числа семей на момент переписи жили самостоятельно, при этом 3,0 % составили одинокие пожилые люди в возрасте 65 лет и старше. Средний размер домашнего хозяйства составил 3,51 человек, а средний размер семьи — 3,92 человек.
Население статистически обособленной местности по возрастному диапазону по данным переписи 2000 года распределилось следующим образом: 33,6 % — жители младше 18 лет, 10,3 % — между 18 и 24 годами, 29,7 % — от 25 до 44 лет, 18,5 % — от 45 до 64 лет и 7,9 % — в возрасте 65 лет и старше. Средний возраст жителей составил 29 лет. На каждые 100 женщин в Харлем-Хайтс приходилось 100,9 мужчин, при этом на каждые сто женщин 18 лет и старше приходилось 91,6 мужчин также старше 18 лет.
Средний доход на одно домашнее хозяйство статистически обособленной местности составил 28 611 долларов США, а средний доход на одну семью — 27 056 долларов. При этом мужчины имели средний доход в 22 826 долларов США в год против 20 000 долларов среднегодового дохода у женщин. Доход на душу населения статистически обособленной местности составил 28 611 долларов в год. 27,4 % от всего числа семей в населённом пункте и 27,5 % от всей численности населения находилось на момент переписи населения за чертой бедности, при этом 35,3 % из них были моложе 18 лет и 18,2 % — в возрасте 65 лет и старше.